# Rauf Denktaş
Rauf Raif Denktaş (ou Denktash), né le 27 janvier 1924 à Paphos et mort le 13 janvier 2012 à Nicosie, est un homme d'État nord-chypriote. Il exerce la fonction de procureur à la cour de Nicosie dans les années 1950. Il se rapproche en même temps de Fazıl Küçük, leader de la défense des droits de la minorité turque de l'île et participe à la création du Türk Mudafa Teskilat. Il est vice-président de la république de Chypre du 18 février 1973 au 15 juillet 1974.
Il fonde le 1er octobre 1975 le Parti de l'unité nationale. Il a été le dirigeant de la république turque de Chypre nord autoproclamée du 20 juin 1976 au 17 avril 2005, État reconnu uniquement par la Turquie qui a fait sécession de la république de Chypre.
Le 17 avril 2005, les électeurs chypriotes turcs élisent Mehmet Ali Talat pour lui succéder au terme de quatre mandats de cinq ans.